# Třída Norrköping
Třída Norrköping (jinak též třída Spica II) byla třída torpédových člunů Švédského námořnictva, později přestavěných na raketové čluny. Jedná se o poslední postavenou třídu švédských torpédových člunů. Celkem bylo postaveno 12 jednotek. Všechny již byly vyřazeny ze služby.

## Stavba
V letech 1971–1976 bylo postaveno celkem 12 jednotek této třídy.
Jednotky třídy Norrköping:
| Jméno             | Spuštěna | Vstup do služby    | Status               |
| ----------------- | -------- | ------------------ | -------------------- |
| Norrköping (T131) | 1972     | 5. listopadu 1973  | vyřazen              |
| Nynäshamn (T132)  | 1973     | 8. září 1973       | vyřazen              |
| Norrtälje (T133)  | 1973     | 1. srpna 1974      | vyřazen              |
| Varberg (T134)    | 1974     | 13. června 1974    | vyřazen              |
| Västerås (T135)   | 1974     | 25. října 1974     | vyřazen              |
| Västervik (T136)  | 1974     | 15. ledna 1975     | vyřazen, muzejní loď |
| Umeå (T137)       | 1975     | 15. května 1975    | vyřazen              |
| Piteå (T138)      | 1973     | 13. září 1975      | vyřazen              |
| Luleå (T139)      | 1975     | 28. listopadu 1975 | vyřazen              |
| Halmstad (T140)   | 1975     | 9. dubna 1976      | vyřazen              |
| Strömstadv (T141) | 1976     | 13. září 1976      | vyřazen              |
| Ystad (T142)      | 1976     | 10. prosince 1976  | vyřazen              |

## Konstrukce

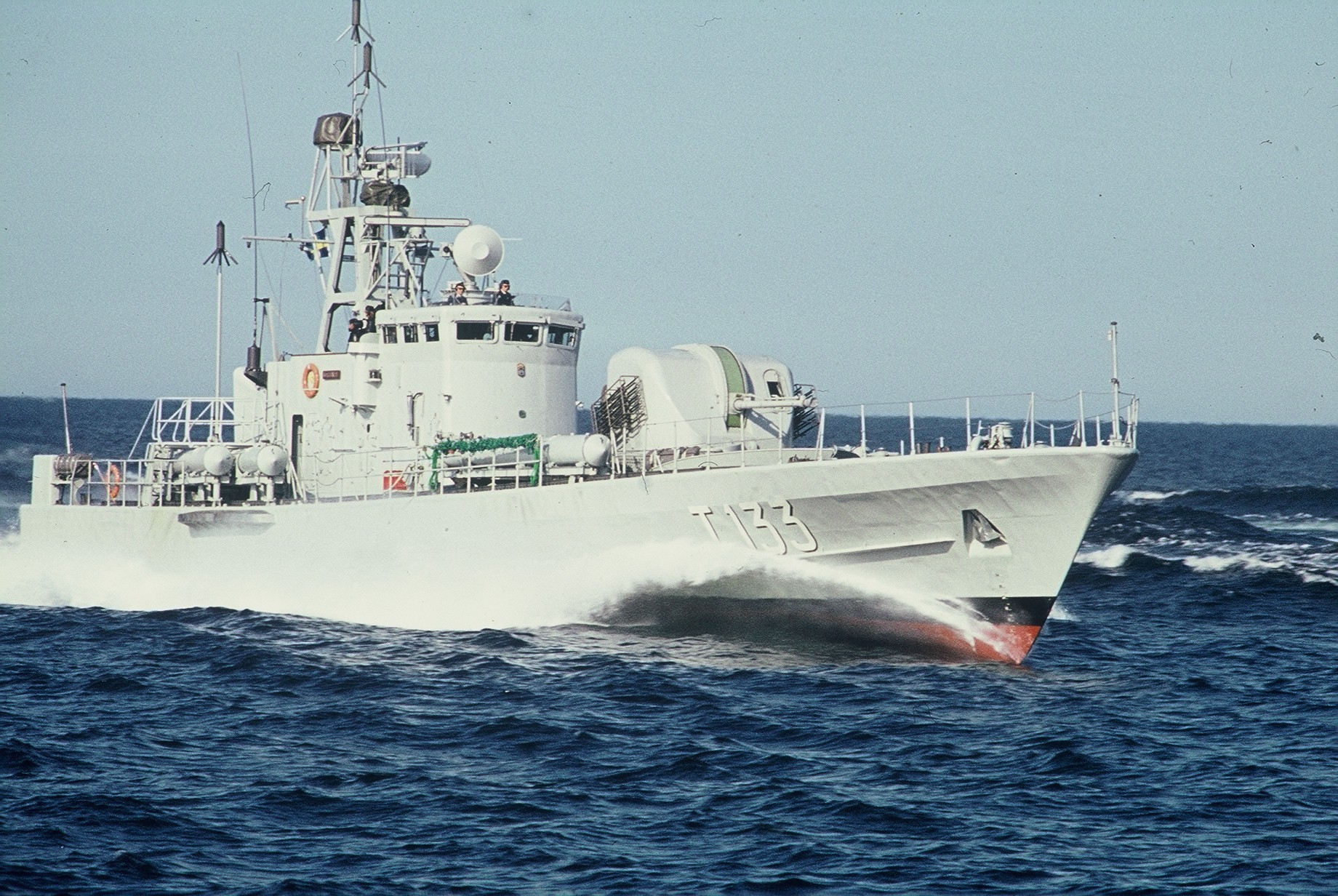
Torpédový člun Norrtälje (T133)

### Torpédové čluny
Po dokončení plavidla nesla navigační radar Terma Scanter 009 a systém řízení palby PEAB 9LV200 Mk 1. Po dokončení tvořil výzbroj jeden 57mm kanón Bofors L/70 Mk1 ve věži na přídi, jeden 40mm kanón na zádi a šest 533mm torpédometů. Pohonný systém tvořily tři plynové turbíny Rolls-Royce Proteus o výkonu 12 900 shp. Nejvyšší rychlost dosahovala 40,5 uzlu.

### Modernizace na raketové čluny

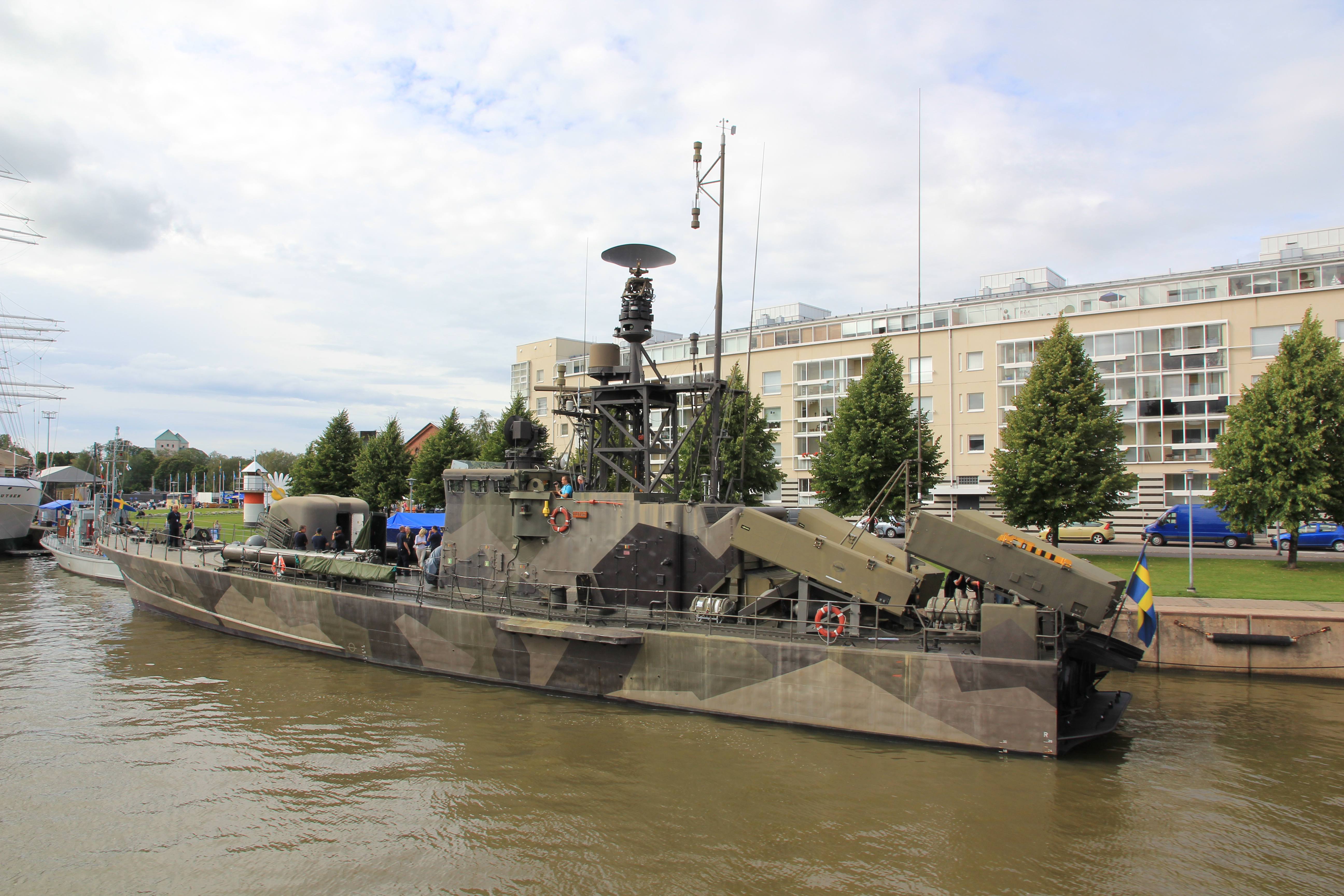
Ystad (T142) po modernizaci na raketový člun

V letech 1982–1985 prošla celá třída přestavbou na raketové čluny (taktické označení plavidel T se změnilo na P). Elektronika plavidel byla rozšířena o přehledový radar Saab Sea Giraffe 50HC a sonar s měnitelnou hloubkou ponoru Simrad ST-240 (jinde je uveden typ AR-700). Změnila se i výzbroj. Čtyři zadní torpédomety nahradily čtyři raketomety pro protilodní střely Saab RBS-15. Výzbroj plavidel dále posílily čtyři devítihlavňové salvové vrhače hlubinných pum Saab ELMA.